# 顫抖 (紅髮艾德歌曲)
〈顫抖〉是英國創作歌手紅髮艾德為他第五張錄音室專輯《=》創作的歌曲，於2021年9月10日由英國庇護所唱片作為專輯第二首單曲發行。

## 創作與發行
艾德在解釋為什麼專輯名稱是「=」而不是粉絲預測的「–」時說：「我在製作這張唱片時寫下一首名為〈Shivers〉的歌，我就覺得這真的不像（–）」。艾德在÷巡迴演唱會結束時寫下了〈Shivers〉，當時他在英國薩福克郡租來一個農場，並在那裡建立一間工作室。這首歌共花了他3天的時間創作，他覺得這首歌「太特別了，不可能會出錯」。
2021年8月19日，艾德宣布了他第四張錄音室專輯的名稱，〈Shivers〉被列入了曲目列表當中。9月2日，艾德公布〈Shivers〉的發行資訊及片段預覽，他透露他原本打算將這首歌作為專輯主打曲。9月7日，艾德發布了音樂錄影帶的預告。

## 評價
在歌曲宣布的同一天，《瀟灑》英國分部的喬納森·希夫（Jonathan Heaf）撰文形容這首歌是「一首性感飛速的歌曲，包括在橋段上拍手，是喝了三杯龍舌蘭酒後與你死黨一起跳舞的音樂。」。

## 音樂錄影帶
〈Shivers〉的音樂錄影帶（MV）由擔任上一支MV〈壞習慣〉導演的戴夫·麥爾負責執導拍攝，並於發行同日上傳至YouTube。MV由紅髮艾德和安娜蘇菲亞·羅伯主演，當中艾德白色羽毛衣領和粉紅色太陽眼鏡的裝扮，啟發自他的好友、英國歌手兼詞曲作者艾爾頓·強的舞台服裝。

## 參與人員
資料取自Spotify和Tidal。
- 紅髮艾德 – 表演、詞曲創作、吉他、聲樂、作曲、製作、小提琴撥弦
- 強尼·麥克戴德（英语：Johnny McDaid） – 詞曲創作、聲樂、吉他、作曲
- 卡爾·拉維爾（英语：Kal Lavelle） – 詞曲創作、作曲
- 史蒂夫·麥克（英语：Steve Mac）– 詞曲創作、製作、作曲、鍵盤、聲樂製作
- 佛瑞德（英语：Fred Again） – 製作、貝斯、鼓、吉他、鍵盤、編程
- 查理·福爾摩斯（英语：Charlie Holmes (singer)） - 混音協助
- 克里斯·勞斯（Chris Laws） - 鼓、編程、聲樂、錄製
- 丹·珀西（英语：Dan Pursey） - 聲樂製作、聲樂、錄製
- 格雷厄姆·阿徹（Graham Archer） - 聲樂、聲樂製作
- 喬·魯貝爾（Joe Rubel） - 聲樂、錄製、額外編程
- 基蘭·比爾德摩爾（Kieran Beardmore） - 混音協助
- 馬克·「斯派克」·斯坦特（英语：Spike Stent） - 聲樂
- 馬特·沃拉克（Matt Wolach） - 混音協助
- 斯圖爾特·霍克斯（Stuart Hawkes） - 母帶後期工程

## 榜單成績
| 榜單（2021年）                      | 峰值 |
| ----------------------------------- | ---- |
| 澳洲（澳大利亚唱片业协会榜）        | 5    |
| 德国（德國官方單曲榜）              | 9    |
| 愛爾蘭（愛爾蘭唱片音樂協會单曲榜）  | 1    |
| 義大利（義大利音樂產業聯盟）        | 72   |
| 立陶宛（AGATA）                     | 10   |
| 荷兰（荷蘭四十強單曲榜）            | 25   |
| 荷兰（百强单曲榜）                  | 24   |
| 紐西蘭（新西兰唱片音乐协会）        | 8    |
| 挪威（世界之路榜單）                | 7    |
| 台灣（HITO 西洋排行榜）             | 1    |
| 瑞典（瑞典最熱榜）                  | 6    |
| 英國（官方榜单公司單曲榜）          | 1    |
| 美國（《告示牌》Adult Pop Airplay） | 26   |
| 美國（《告示牌》Pop Airplay）       | 28   |

## 發行歷史
| 地區 | 日期          | 格式             | 唱片公司 | 來源   |
| ---- | ------------- | ---------------- | -------- | ------ |
| 多國 | 2021年9月10日 | 數位下載 串流    | 大西洋   | [ 26 ] |
| 美國 | 2021年9月13日 | 熱門當代成人電台 | 大西洋   | [ 27 ] |
| 美國 | 2021年9月14日 | 當代流行電台     | 大西洋   | [ 28 ] |